# Al Thompson
Pour les articles homonymes, voir Thompson.
Al Thompson (aussi Albert Thompson), né à Philadelphie (Pennsylvanie) le 21 septembre 1884 et mort à Los Angeles (Californie) le 1er mars 1960 , est un acteur américain.

## Biographie
Bien connu dans l'industrie cinématographique pour effectuer les cascades les plus difficiles, Al Thompson est la doublure d'Andy Clyde dans de nombreux films de l'acteur américain et est également apparu dans de nombreux courts métrages de la troupe comique Les Trois Stooges.
D'allure athlétique et filiforme, Thompson est aussi à l'aise dans des rôles aussi variés de travailleur dans une blanchisserie, professeur, réceptionniste ou encore peintre en lettres.

## Filmographie partielle
Al Thompson est apparu dans 176 films entre 1916 et 1958.
- 1919 : Dull Care de Larry Semon
- 1920 : Zigoto garçon de théâtre (The Stage Hand) de Larry Semon et Norman Taurog : le directeur de troupe
- 1920 : The Suitor de Larry Semon et Norman Taurog
- 1921 : Zigoto boulanger (The Bakery) de Larry Semon et Norman Taurog
- 1921 : The Fall Guy de Larry Semon et Norman Taurog
- 1921 : The Bell Hop de Larry Semon et Norman Taurog
- 1921 : The Sportsman de Larry Semon et Norman Taurog
- 1922 : The Sawmill de Larry Semon
- 1922 : The Show de Larry Semon et Norman Taurog
- 1922 : Golf de Larry Semon et Norman Taurog
- 1922 : The Agent (en) de Tom Buckingham et Larry Semon
- 1922 : The Counter Jumper de Larry Semon
- 1923 : The Barnyard de Larry Semon
- 1923 : The Midnight Cabaret de Larry Semon
- 1923 : Lightning Love de Larry Semon et James D. Davis
- 1924 : Trouble Brewing de Larry Semon et James D. Davis
- 1927 : Listen Lena (en) de Clem Beauchamp
- 1931 : That's My Line de William Goodrich
- 1931 : Beach Pajamas (en) de William Goodrich
- 1933 : Les Compagnons de la nouba (Sons of the Desert) de William A. Seiter
- 1934 : Shérif malgré lui (The Gold Ghost)
- 1934 : L'Ennemi public no 1 (Manhattan Melodrama) de W. S. Van Dyke
- 1935 : Héros de la marine (Tars and Stripes)
- 1935 : Oh, My Nerves
- 1935 : Restless Knights (en)
- 1935 : Pop Goes the Easel (en)
- 1935 : Pardon My Scotch (en) de Del Lord
- 1936 : Ants in the Pantry (en)
- 1936 : Disorder in the Court (en)
- 1936 : Whoops, I'm an Indian! (en)
- 1937 : Dizzy Doctors
- 1937 : 3 Dumb Clucks
- 1937 : Dito
- 1938 : Violent Is the Word for Curly (en)
- 1938 : Flat Foot Stooges (en)
- 1938 : Têtes de pioche (Block-Heads) de John G. Blystone
- 1939 : Three Little Sew and Sews (en)
- 1939 : Saved by the Belle (en)
- 1939 : Les As d'Oxford (A Chump at Oxford) d'Alfred J. Goulding
- 1940 : Le Fantôme du cirque (The Shadow) de James W. Horne
- 1940 : You Nazty Spy! (en)
- 1940 : From Nurse to Worse (en)
- 1941 : I'll Never Heil Again (en)
- 1941 : In the Sweet Pie and Pie (en)
- 1942 : Loco Boy Makes Good (en)
- 1942 : Matri-Phony (en)
- 1943 : Back From the Front (en)
- 1943 : Three Little Twirps (en)
- 1943 : I Can Hardly Wait (en)
- 1943 : Dizzy Pilots (en)
- 1943 : A Gem of a Jam (en)
- 1944 : The Yoke's on Me (en)
- 1945 : Idiots Deluxe (en) : spectateur dans la salle d'audience
- 1945 : If a Body Meets a Body (en) : Bob O. Link
- 1946 : Beer Barrel Polecats (en)
- 1946 : Les Demoiselles Harvey (The Harvey Girls) de George Sidney
- 1946 : G.I. Wanna Home (en)
- 1946 : Three Little Pirates (en)
- 1947 : Half-Wits Holiday (en)
- 1947 : All Gummed Up (en)
- 1948 : Fiddlers Three (en)
- 1949 : Les Fous du roi (All the King's Men) de Robert Rossen
- 1950 : Kill the Umpire de Lloyd Bacon
- 1954 : Une étoile est née (A Star Is Born) de George Cukor
- 1955 : Gypped in the Penthouse (en)
- 1955 : Blunder Boys (en)
- 1956 : Scheming Schemers (en)
- 1957 : Les Trois Visages d'Ève (The Three Faces of Eve) de Nunnally Johnson